# Dubno (ort)
Dubno är en ort i Tjeckien.   Den ligger i regionen Mellersta Böhmen, i den centrala delen av landet, 50 km sydväst om huvudstaden Prag. Dubno ligger 486 meter över havet och antalet invånare är 232.
Terrängen runt Dubno är platt åt sydost, men åt nordväst är den kuperad. Runt Dubno är det ganska glesbefolkat, med 32 invånare per kvadratkilometer. Närmaste större samhälle är Příbram, 3,0 km väster om Dubno. I omgivningarna runt Dubno växer i huvudsak blandskog.